# Freier Modul
Im mathematischen Teilgebiet der Algebra ist ein freier Modul ein Modul, der eine Basis besitzt. Damit ist der Begriff des freien Moduls eine Verallgemeinerung der Begriffe Vektorraum oder freie abelsche Gruppe.

## Definition
Eine Familie {\displaystyle B:=\{b_{i}\mid i\in I\}} von Elementen eines Moduls (oder allgemeiner eines Linksmoduls) {\displaystyle F} über einem Ring {\displaystyle R} heißt linear unabhängig oder frei, wenn für jede endliche Indexmenge  
{\displaystyle \textstyle J\subseteq I} und alle {\displaystyle \textstyle r_{i}\in R} gilt:
{\displaystyle \sum _{i\in J}r_{i}\cdot b_{i}=0\;\Rightarrow \;\forall i\in J\colon \,r_{i}=0.}
Erzeugen die {\displaystyle \{b_{i}\mid i\in I\}} zugleich den Modul {\displaystyle F}, so heißt {\displaystyle B} eine Basis (von {\displaystyle F}) und der Modul {\displaystyle F} heißt der freie {\displaystyle R}-Modul über {\displaystyle B} oder auch einfach frei.

### Erste Beispiele und Gegenbeispiele
1. Jeder Ring {\displaystyle R} mit Einselement ist über sich selbst frei. Das heißt, {\displaystyle R_{R}} ist freier Rechtsmodul. Entsprechend ist {\displaystyle _{R}R} ein freier Linksmodul.
2. Ist {\displaystyle 1<n\in \mathbb {N} }, so ist der {\displaystyle \mathbb {Z} }-Modul {\displaystyle \mathbb {Z} /n\mathbb {Z} } nicht frei. Der Grund ist, dass für jede Restklasse {\displaystyle b+n\mathbb {Z} \in \mathbb {Z} /n\mathbb {Z} } gilt, dass {\displaystyle n\cdot (b+n\mathbb {Z} )=0+n\mathbb {Z} }. Keine Menge von Restklassen kann also linear unabhängig sein.
3. Der {\displaystyle \mathbb {Z} }-Modul {\displaystyle \mathbb {Q} } ist torsionsfrei, aber nicht frei (freie Moduln sind immer torsionsfrei).
4. Ist {\displaystyle n} eine natürliche Zahl, so ist {\displaystyle R^{n}=\left\{{\begin{pmatrix}r_{1},\dots ,r_{n}\end{pmatrix}}\mid r_{1},\dots r_{n}\in R\right\}} ein freier Modul. Eine Basis ist  die Familie {\displaystyle (e_{i}\mid i\in \{1,\dots ,n\})}. Dabei ist die {\displaystyle i}-te Komponente von {\displaystyle e_{i}} gleich {\displaystyle 1}, alle anderen Komponenten sind {\displaystyle 0}. Dieses Beispiel ordnet sich folgender Situation unter: Ist {\displaystyle I} eine beliebige Menge, und {\displaystyle (F_{i}|i\in I)} eine Familie  von Moduln, so ist das Koprodukt {\displaystyle \bigoplus _{i\in I}F_{i}} genau dann frei, wenn alle {\displaystyle F_{i}} frei sind. Insbesondere ist {\displaystyle R^{(I)}} frei.
5. Das Produkt einer Familie von freien Moduln ist im Allgemeinen nicht frei. So ist beispielsweise {\displaystyle \mathbb {Z} ^{\mathbb {N} }} nicht frei.[1]
6. Der Polynomring {\displaystyle \textstyle R[X]} über dem Ring {\displaystyle R} ist ein freier Modul mit Basis {\displaystyle (X^{i}|i\in \mathbb {N} )}.
7. Die Menge der positiven rationalen Zahlen {\displaystyle \mathbb {Q} ^{+}} ist bezüglich der Multiplikation eine kommutative Gruppe. Wegen der eindeutigen Primfaktorzerlegung lässt sich jedes {\displaystyle r\in \mathbb {Q} ^{+}} eindeutig schreiben {\displaystyle r=p_{1}^{z_{1}}\cdots p_{n}^{z_{n}}} mit Primzahlen {\displaystyle p_{1},\dots ,p_{n}}. Es ist also {\displaystyle \mathbb {Q} ^{+}} eine freie abelsche Gruppe mit abzählbarer Basis.
8. Der Ring {\displaystyle R} ist genau dann ein  Schiefkörper, wenn jeder Modul über diesem Ring  frei ist.

### Der Rang eines freien Moduls
Viele der Sätze über Basen von Vektorräumen gelten bei freien Moduln nicht mehr:
1. Ist {\displaystyle \textstyle V} ein Vektorraum über dem Körper {\displaystyle K} mit einer Basis von {\displaystyle \textstyle n} Elementen, so ist jedes System von {\displaystyle \textstyle n} freien Elementen auch ein Erzeugendensystem, also eine Basis. Über Ringen gilt das im Allgemeinen nicht: So ist beispielsweise im {\displaystyle \mathbb {Z} }-Modul {\displaystyle \mathbb {Z} } die Menge {\displaystyle \textstyle \{2\}} frei, aber keine Basis.
2. Ist {\displaystyle V} ein Vektorraum, so sind je zwei Basen gleich mächtig. Dies gilt noch bei kommutativen Ringen. Ist also der Ring {\displaystyle R} kommutativ und {\displaystyle R^{n}\cong R^{m}}, so ist {\displaystyle n=m}. Einen kurzen relativ elementaren Beweis hierzu findet man in dem Buch von Jens Carsten Jantzen und Joachim  Schwermer.[2] Über nicht kommutativen Ringen {\displaystyle R} ist der Satz im Allgemeinen falsch. Ein Beispiel ist die Menge der {\displaystyle R}-Endomorphismen eines freien {\displaystyle R}-Moduls mit unendlicher Basis. Man kann daher den Rang eines freien Moduls nicht allgemein definieren. Ringe, bei denen je zwei Basen eines freien Moduls gleich mächtig sind, heißen IBN-Ringe.[3] Noethersche Ringe haben diese Eigenschaft.
3. Es gilt allgemeiner: Ist {\displaystyle \rho \colon R\rightarrow S} ein Homomorphismus von Ringen und ist  {\displaystyle S} ein IBN-Ring, so  auch {\displaystyle R}. Gibt es also beispielsweise von {\displaystyle R} einen Ringhomomorphismus nach einem noetherschen Ring {\displaystyle S}, so ist  {\displaystyle R} ein IBN-Ring.

## Eigenschaften freier Moduln

### Allgemeine Eigenschaften
1. Ist {\displaystyle (m_{i}|i\in I)}  eine Familie von Elementen aus dem Modul {\displaystyle M}, so gibt es genau einen Homomorphismus {\displaystyle R^{(I)}=\bigoplus _{i\in I}Re_{i}\rightarrow M} mit {\displaystyle f(e_{i})=m_{i}}. Dabei ist {\displaystyle (e_{i}|i\in I)} eine Basis (im Zweifel die kanonische) von {\displaystyle R^{(I)}}. Erzeugt die Familie {\displaystyle (m_{i}|i\in I)} den Modul {\displaystyle M}, so ist {\displaystyle f} ein Epimorphismus. Jeder Modul ist also epimorphes Bild eines freien Moduls.
2. Ist {\displaystyle F} ein freier Modul und {\displaystyle f\colon M\rightarrow F} ein Epimorphismus, so ist {\displaystyle \operatorname {Kern} (f)} direkter Summand in {\displaystyle M}. Es gibt ein {\displaystyle g\colon F\rightarrow M} mit {\displaystyle f\circ g=\mathbf {1} _{F}}.
3. Die Aussage 1. kann allgemeiner und zugleich genauer ausgedrückt werden. Zu jeder Menge {\displaystyle X} gehört der freie Modul {\displaystyle \mathbf {F} (X):=R^{(X)}} und die kanonische injektive Abbildung {\displaystyle \Phi (X)\colon X\ni x\mapsto e_{x}\in R^{(X)}}. Ist {\displaystyle Y} eine weitere Menge und {\displaystyle \alpha \colon X\rightarrow Y} eine Abbildung zwischen den Mengen, so gibt es zu der Familie {\displaystyle (e_{\alpha (x)}|x\in X)} genau einen Homomorphismus {\displaystyle \mathbf {F} (\alpha )\colon \mathbf {F} (X)\rightarrow \mathbf {F} (Y)}, so dass {\displaystyle \mathbf {F} (\alpha )\circ \Phi (X)=\Phi (Y)\circ \alpha } gilt. Das heißt, folgendes Diagramm ist kommutativ: Sind {\displaystyle \alpha \colon X\rightarrow Y\,\beta \colon Y\rightarrow Z} Abbildungen, so ist {\displaystyle \mathbf {F} (\alpha \circ \beta )=\mathbf {F} (\alpha )\circ \mathbf {F} (\beta )}. In der Sprache der Kategorientheorie lässt sich das so ausdrücken: {\displaystyle \mathbf {F} } ist ein treuer Funktor von der Kategorie der Mengen in die Kategorie der freien Moduln. {\displaystyle \Phi } ist ein funktorieller Monomorphismus zwischen dem Identitätsfunktor und dem Funktor {\displaystyle \mathbf {F} }.
4. Wie in 3. gehört zu jedem Modul {\displaystyle M} der freie Modul {\displaystyle F(M)=R^{(M)}=\bigoplus _{m\in M}Re_{m}}. Dazu gehört der eindeutig bestimmte Epimorphismus {\displaystyle \Psi (M):F(M)\ni e_{m}\mapsto m\in M}. Für alle {\displaystyle \alpha \colon M\rightarrow N} ist {\displaystyle \Psi (N)\circ F(\alpha )=\alpha \circ \Psi (N)}. Es ist {\displaystyle \Psi } ein funktorieller Epimorphismus zwischen dem Funktor {\displaystyle \mathbf {F} } und dem Identitätsfunktor.

### Freie Moduln über besonderen Ringen
1. Über Hauptidealringen ist jeder Untermodul eines freien Moduls wieder frei.
2. Über lokalen Ringen sind alle direkte Summanden  von freien Moduln (das sind projektive Moduln) frei.

## Konstruktion
Zu jeder Menge {\displaystyle S} und jedem Ring {\displaystyle R} gibt es den freien {\displaystyle R}-Linksmodul {\displaystyle FS} über {\displaystyle S}. Sein Träger ist die Menge der formalen Linearkombinationen von {\displaystyle S}-Elementen, kodiert etwa als {\displaystyle FS:=\{v\colon S\to R\mid \{s\in S\mid v(s)\neq 0\}{\text{ endlich}}\}}. 
Addition und Skalarmultiplikation erfolgen dabei punktweise:
|  | {\displaystyle +}      | {\displaystyle \colon } | {\displaystyle FS\times FS\to FS} | {\displaystyle (v+w)(s):=v(s)+w(s)}        |
|  | {\displaystyle \cdot } | {\displaystyle \colon } | {\displaystyle R\times FS\to FS}  | {\displaystyle (r\cdot v)(s):=r\cdot v(s)} |

Die Elemente von {\displaystyle S} sind hierbei keine Elemente von {\displaystyle FS}. Wenn {\displaystyle R} eine {\displaystyle 1=:e} (oder auch nur eine Links-Erzeugende {\displaystyle e} mit {\displaystyle \mathbb {Z} e+Re=R}) hat, so lassen sie sich aber einbetten mittels
|  | {\displaystyle \eta _{S}} | {\displaystyle \colon } | {\displaystyle S\to FS} | {\displaystyle \eta _{S}(s):} | {\displaystyle S\to R}                                                      |
|  |                           |                         |                         |                               | {\displaystyle t\mapsto {\begin{cases}e&s=t\\0&{\text{sonst.}}\end{cases}}} |

Der freie {\displaystyle R}-Rechtsmodul ist der freie {\displaystyle R^{\text{op}}}-Linksmodul, wobei {\displaystyle R^{\text{op}}} den Gegenring von {\displaystyle R} bezeichnet.

## Abschwächungen
Das folgende Diagramm setzt die Freiheit eines Moduls {\displaystyle M} über einem kommutativen Ring {\displaystyle A} mit den Eigenschaften projektiv, flach und torsionsfrei in Beziehung: